# Œdicnème tachard
Burhinus capensis
Pour les articles homonymes, voir Tachard.
Espèce
Statut de conservation UICN

 LC  : Préoccupation mineure
L'Œdicnème tachard (Burhinus capensis) est une espèce de limicoles appartenant à la famille des Burhinidae.

## Répartition
Cet oiseau est répandu en Afrique subsaharienne (rare en Afrique équatoriale).

## Sous-espèces
D'après la classification de référence (version 14.1, 2024) de l'Union internationale des ornithologues, l'Œdicnème tachard possède 4 sous-espèces (ordre philogénique) :
- Burhinus capensis maculosus (Temminck) 1824 ;
- Burhinus capensis dodsoni (Ogilvie-Grant) 1899 ;
- Burhinus capensis capensis (Lichtenstein) 1823 ;
- Burhinus capensis damarensis (Reichenow) 1905.